# Cotmeanaklooster

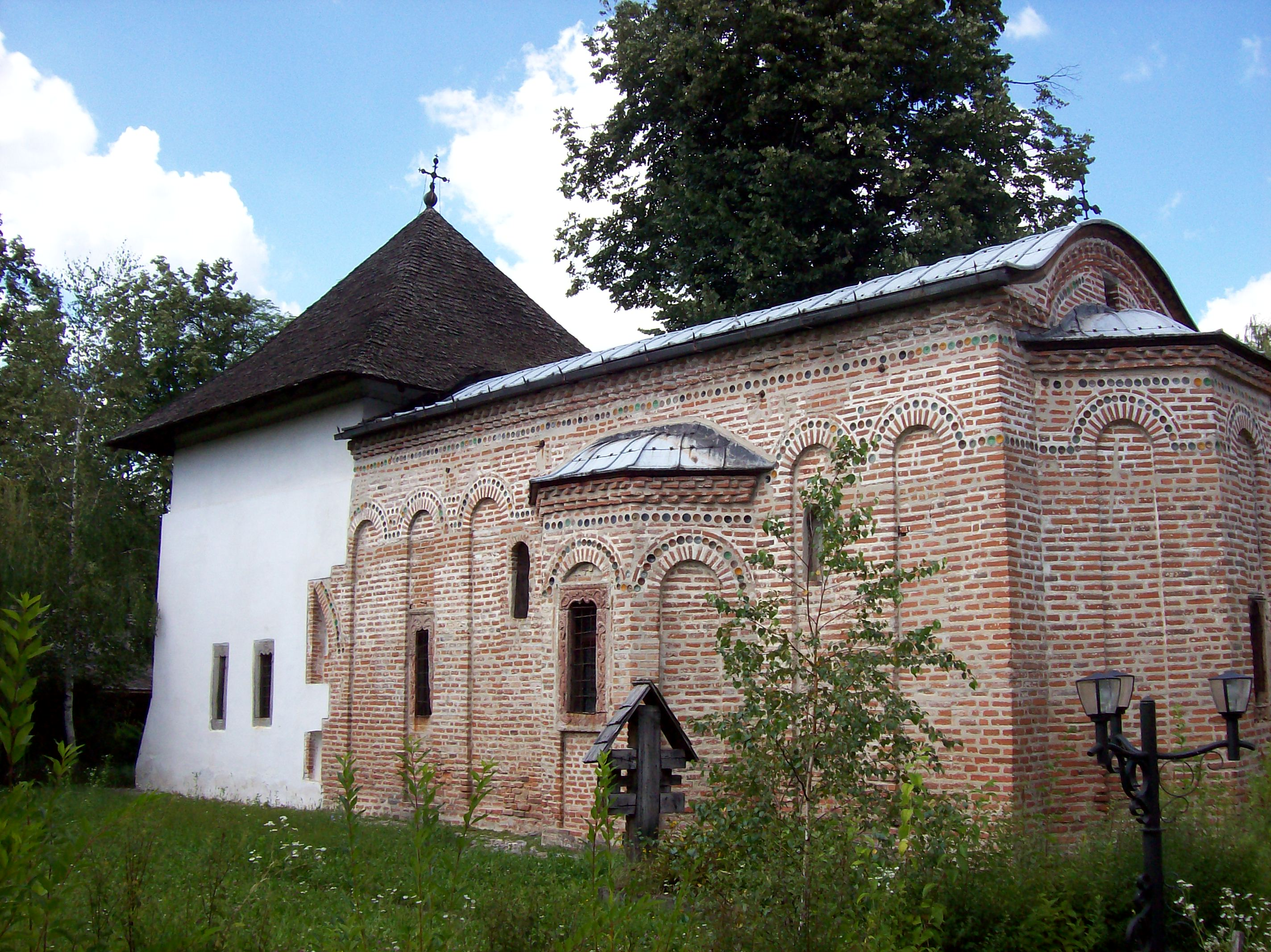
Het klooster

Het Cotmeanaklooster (Roemeens: Mănăstirea Cotmeana) is het oudste klooster van Roemenië, en is een belangrijk historisch monument in het zuidoosten van Europa. Het ligt in het dorpje Cotmeana tussen Pitești (30 km) en Râmnicu Vâlcea (32 km) aan een goedgeasfalteerde weg.
Radu I (1337-1383), vorst van Walachije, heeft Cotmeana gebouwd in de 14e eeuw. Later, werd Cotmeana herbouwd door Mircea cel Bătrân tussen 1387-1389. Cotmeana was een belangrijke halte aan de weg tussen Pitești en het Coziaklooster. In 1711 werd het klooster hersteld door Constantin Brâncoveanu, die bekendstond om zijn unieke stijl (Brâncoveanustijl). In de 20e eeuw restaureerde de stichting "historische monumenten" het klooster drie keer. Na archeologische opgravingen werden er onder andere gouden munten en terracottas gevonden.
Op het complex van het klooster ligt tegenwoordig ook een nieuwe kerk, een tuin en een houten toren.